# Isidor Niflot
Isidor Gadar "Jack" Niflot (Rússia, 16 d'abril de 1881 - Long Eddy, Nova York, 29 de maig de 1950) va ser un lluitador estatunidenc que va prendre part en els Jocs Olímpics de Saint Louis de 1904 i en els Jocs Intercalats de 1906.
El 1904 guanyà la medalla d'or en la categoria del pes gall, en superar a la final a August Wester, mentre el 1906 quedà eliminat en quarts de final en la categoria de pes lleuger de lluita grecoromana.